# Chikwawa
Chikwawa è un centro abitato del Malawi, situato nella Regione Meridionale.